# ИТ ТОН
ИТ ТОН је међународни или интернационални тон који се користи у међународној размјени вијести, прилога, документарних филмова и емисија, како би се означило да је на једном каналу звук који могу одвојено користити сви без обзира на коментар, офф који може бити на другом тонском каналу. У већини случајева подразумјева изворни звучни запис снимљен на терену приликом снимања прилога. Међу новинарима у информативним програмима усталио се израз ИТ тон који подразумјева амбијентални звук, атмосферу, шумове, дакле све звукове који су снимљени на мјесту догађаја и чују се испод коментара новинара. Користи се и као једини звук у прилогу на мјестима гдје се њиме појачава доживљај слике или претходног коментара новинара (нпр. након једног одломка његовог текста, тј. коментара може се направити неколико секунди паузе у којем се види слика и чује изворни звук).